# العليب (ذمار)
العليب هي إحدى قرى الجمهورية اليمنية. وهي تتبع جغرافيًا لمحافظة حضرموت. وإداريًا لمديرية غيل بن يمين. يبلغ تعداد سكانها 3091 نسمة حسب الإحصاء الذي جرى عام 2004.وشيخها الشيخ هلال القوباني (أبو عبدالقادر)